# Nicéphore Niépce
Nicéphore Niépce (født 7. marts 1765, død 5. juli 1833) var en fransk fysiker og opfinder.
Han frembragte som den første varige billeder, taget med fotografiapparat. Han anvendte en tinplade dækket af en lysfølsom asfalthinde og brugte otte timer til eksponeringen.
I 1829 indgik han et samarbejde med Louis Daguerre om at forbedre fotoprocessen, men afgik ved døden, før deres resultater var slået igennem.